# Chevannes, Yonne
Chevannes là một xã của Pháp,tọa lạc ở tỉnh Yonne trong vùng Bourgogne. Người dân ở đây trong tiếng Pháp gọi là Chevannais và Chevannaises.
Chevannes là một phần của khu vực đô thị Auxerre, là một trong các xã thuộc Cộng đồng các xã Auxerrois

## Thông tin nhân khẩu
| Năm | 1962 | 1968 | 1975 | 1982 | 1990 | 1999 | 2005 |
| --- | ---- | ---- | ---- | ---- | ---- | ---- | ---- |
| Dân số | 813  | 846  | 1143 | 1623 | 1901 | 1957 | 1973 |
| From the year 1962 on: No double counting—residents of multiple communes (e.g. students and military personnel) are counted only once. |      |      |      |      |      |      |      |